# Chevrolet 6500
O Chevrolet 6500 foi o primeiro caminhão GM produzido no Brasil. Seu lançamento ocorreu em junho de 1957 e foi substituído em 1964 pela linha C-60. Produzido na fábrica de São Caetano do Sul, em São Paulo, foi aprovado pelo GEIA com índice de nacionalização de 40%.
A versão brasileira possui estilo único, pois sua cabine só foi produzida no Brasil. Trata-se de uma mistura do modelo "Advanced Design" (cabine da pick-up 1954 e 1955 1ª série) com a frente americana da série "Task Force" (pick-up 1955 2ª série até 1959).
O nome Chevrolet Brasil se deve ao fato de ser o 1º modelo produzido no mercado brasileiro. Os logotipos do modelo traziam um mapa do Brasil em seu interior.
Em julho de 1958, entrou em produção a pick-up Chevrolet Brasil 3100. Em 10 de março de 1959 foi inaugurada a Fábrica de Motores de São José dos Campos/SP, e iniciou a produção do motor Chevrolet Brasil 261 de 142 cv, 4278cc, 6 cilindros em linha, virabrequim apoiado em quatro mancais. O Caminhão Chevrolet 6500 esteve disponível em 3 modelos: 6403 chassi curto de 161 polegadas; 6502 chassi longo sem cabine, para ônibus e lotações; e o 6503 chassi longo de 171 polegadas.
Em fins de 1962, foi introduzida uma reestilização na dianteira, com nova grade e 4 faróis.
Dados de Produção: Em 1957 a General Motors brasileira produziu 5.370 veículos.
1958: 9349 veículos
1959: 17.164 veículos
1960: 18.178 veículos
1961: 13.689 veículos
1962: 5508 veículos
1963: 4298 veículos

## História
- 1958: Capô liso sem vincos; caminhão 6500 com grade lisa; pick-up 3100 com calotas do modelo 1957; (12/58) - lançamento do motor GM 261 nacional
- 1959: Capô com 2 vincos; caminhão 6500 com grade dianteira "Chevrolet" estampado.
- 1960ː Novo câmbio Clark nacional (ré pra cima) substitui o anterior americano. Diferencial Tinken nacional.
- 1962: Novo carburador DFV 226 substitui o americano Rochester "barriquinha".
- 1963: Eliminada a luz direcional na coluna da porta (orelha de padre); chassi reforçado, nova frente de 4 faróis; teto redesenhado avançando sobre o para-brisa, vigia duplo na traseira da cabine, tanque de gasolina externo, fechaduras, limpadores descansando a direita e quebra-sol novos, opcionais: câmbio Fuller 5 marchas seco com tomada de força para equipamentos e reduzida a vácuo.

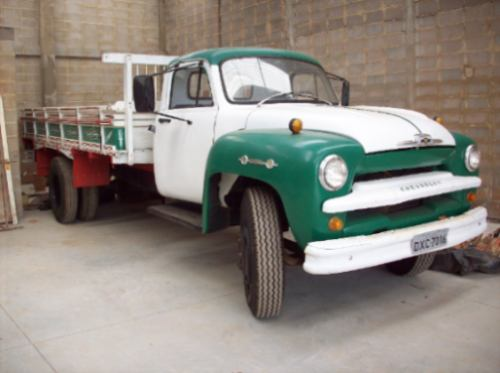
Chevrolet 6500 1958-62
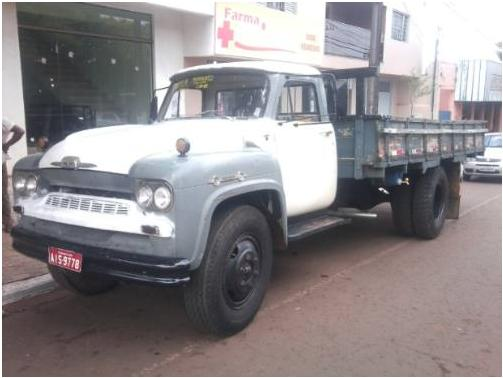
Chevrolet 6500 1963